# Melanophthalma simpliata
Melanophthalma simpliata es una especie de coleóptero de la familia Latridiidae.

## Distribución geográfica
Habita en Ghana.